# 馬氏下口鯰
馬氏下口鯰，為輻鰭魚綱鯰形目甲鯰科的其中一種，為熱帶淡水魚，分布於南美洲Rupununi河、埃塞奎博河、Takutu 與Ireng河流域，體長可達17公分，棲息在底層水域，生活習性不明。

## 扩展阅读
維基物種上的相關：馬氏下口鯰